# Northampton County, Pennsylvania
Northampton County är ett administrativt område i delstaten Pennsylvania i USA, med 297 735 invånare. Den administrativa huvudorten (county seat) är Easton.

## Politik
Northampton County tenderar att rösta på demokraterna i politiska val.
Demokraternas kandidat har vunnit rösterna i countyt i samtliga presidentval sedan valet 1992 utom i valet 2016 då  republikanernas kandidat vann countyt med 49,6 procent av rösterna mot 45,8 för demokraternas kandidat.

## Geografi
Enligt United States Census Bureau har countyt en total area på 977 km². 968 km² av den arean är land och 9 km² är vatten.

### Angränsande countyn
- Monroe County - nord
- Warren County, New Jersey - öst
- Bucks County - syd
- Lehigh County - väst
- Carbon County - nordväst